# William Henry Sleeman

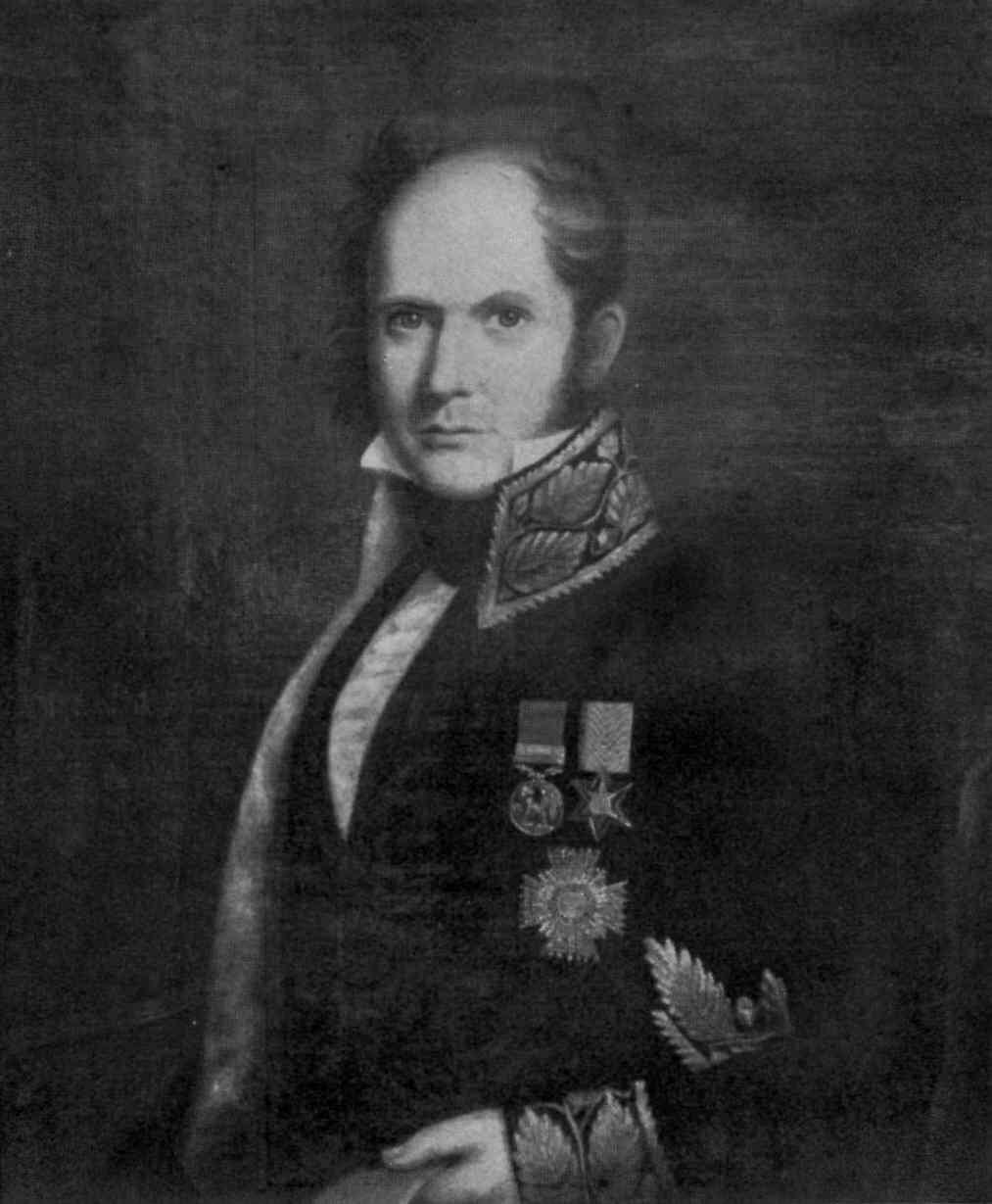
William Henry Sleeman

Willam Henry Sleeman (KCB) (n. 8 august 1788 în Stratton (Cornwall), Anglia – d. 12 mai 1856 la bordul unei nave lângă Sri Lanka) a fost un administrator și criminalist britanic. El a reușit între anii 1820 - 1830 să descopere și să elimine organizația criminală indiană "Thuggee" (Înșelătorii) care căutau să câștige încrederea călătorilor după care îi ucideau și jefuiau.